# Йозеф Антон фон Йотинген-Балдерн-Катценщайн
Йозеф Антон Дамиан Алберт фон Йотинген-Балдерн и Йотинген-Катценщайн (на немски: Joseph Anton Damian Albert Graf zu Oettingen-Baldern und Katzenstein; * 4 март 1720, дворец Балдерн, Бопфинген; † 20 април 1778, Дагщул, днес във Вадерн в Саарланд) е граф на Йотинген, господар на Балдерн-Катценщайн.

## Произход
Той е син на граф Крафт Антон Вилхелм фон Йотинген-Балдерн-Катценщайн (1684 – 1751) и съпругата му Йохана Елеонора Мария фон Шьонборн-Буххайм (1688 – 1763), дъщеря на граф Мелхиор Фридрих фон Шьонборн-Буххайм (1644 – 1717) и фрайин Мария Анна София фон Бойнебург (1652 – 1726).

## Фамилия
Първи брак: ок. 30 април 1761 г. с принцеса Кристиана Елизабет Рудолфина фон Шварцбург-Зондерсхаузен (* 9 януари 1731, Зондерсхаузен; † 24 юни 1771, Дагщул), дъщеря на принц Кристиан фон Шварцбург-Зондерсхаузен (1700 – 1749) и принцеса София фон Анхалт-Бернбург-Хойм (1710 – 1784). Бракът е бездетен.
Втори брак: на 11 май 1772 г. с графиня Мария Антония Моника фон Валдбург-Цайл-Вурцах (* 6 юни 1753, Вурцах; † 25 октомври 1814, Виена), дъщеря на граф Франц Ернст фон Валдбург-Цайл-Вурцах (1704 – 1781) и графиня Мария Елеонора фон Кьонигсег-Ротенфелс (1711 – 1766). Те имат децата:
- Франц Лудвиг Еберхард (* 1 декември 1773; † 1774)
- Йозеф Антон Филип (* 23 януари 1775; † май 1775)
- Мария Филипина Каролина (* 18 май 1776, Дагщул; † 18 март 1842), омъжена на 6 юни 1792 /или 28 май 1794 г. в Залцбург за княз Рудолф Йозеф фон Колоредо-Мансфелд (1772 – 1843)

Вдовицата му Мария Антония Моника се омъжва втори път на 26 юли 1779 г. за княз Херман фон Хоенцолерн-Хехинген (1751 – 1810).

## Галерия
- Дворец Балдерн, Бопфинген
- Замък Катценщайн, Дишинген
- Дворец Йотинген